# Statua di Khasekhemui in scisto verde
La statua di Khasekhemui in scisto verde è un'antica scultura egizia raffigurante il faraone Khasekhemui, che regnò verosimilmente dal 2740 a.C. al 2705 a.C. o secondo altri, in presenza di molte incertezze, tra il 2875 a.C. e il 2790 a.C - durante l'arcaica II dinastia.

## Descrizione

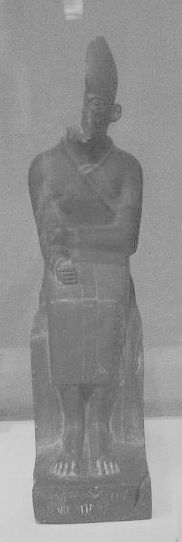
La statua vista di fronte

Fra i più antichi esempi di statuaria egizia, e la più antica statua regale, dimostra già una grande maestria nella lavorazione della pietra dura. Appartiene a una coppia di statue posta dal faraone nel tempio di Ieracompoli, ove è stata rinvenuta nel 1898 da James Edward Quibell.
Khasekhemui è assiso su un trono dall'aspetto semplice, indossa la corona bianca (khedyet) dell'Alto Egitto e il mantello bianco della festa giubilare sed, con la quale il Paese celebrava un ringiovanimento del sovrano a partire dal suo 30º anno di regno. La mano destra è chiusa e poggia sulla coscia mentre la mano sinistra risiede sul cavo cubitale destro; entrambe impugnavano originariamente scettri oggi perduti. I piedi nudi poggiano su una pedana. L'intera porzione destra della testa e della corona è andata perduta e il naso manca completamente, ma la parte rimanente lascia intuire l'abilità ritrattistica dell'esecutore, con gli occhi e gli angoli della bocca resi plasticamente.
Tutto intorno alla base della scultura compaiono inscritti numeri e simboli a indicare quanti nemici sottomise il re. Il loro numero ammonta a 47'209, cifra sicuramente iperbolica. La pratica di evocare grandi imprese tramite oggetti e monumenti votivi era diffusa già nel Periodo predinastico dell'Egitto.